# Brigitte Sy
Brigitte Sy (26 de enero de 1956) es una actriz y directora francesa. Su primer largometraje fue Les Mains libres, estrenado en 2010 en Francia.

## Vida y carrera
Es madre de los actores Louis Garrel y Esther Garrel, nacidos de su matrimonio con el director Philippe Garrel. En un cortometraje sobre concienciación del VIH reveló que ha sido seropositiva desde 1990, fruto de una relación anterior. También trata el asunto en sus películas Les mains libres y L'endroit idéal, donde la protagonista, Barbara (Ronit Elkabetz en la ficción) es seropositiva.

## Filmografía

### Actriz
| Año  | Título                      | Función                           | Notas                                             |
| ---- | --------------------------- | --------------------------------- | ------------------------------------------------- |
| 1979 | Memoirs De un francés Whore | Título original: La dérobade      |                                                   |
| 1983 | Liberté, la nuit            | Micheline, Laszlo mujer           | Philippe Garrel película                          |
| 1989 | Les baisers de secours      | Jeanne                            | Philippe Garrel película. AKA Besos de emergencia |
| 1991 | Cas de Divorcio             | Agnès Delsol                      | 1 episodio: Saulnier contre Saulnier              |
| 1991 | J'entends Plus la guitare   | Aline                             | Philippe Garrel película                          |
| 1991 | Conociendo Venus            | Agente de Aduana francesa         | István Szabó Película                             |
| 1997 | Généalogies d'un Delito     | Jeanne                            | Película de Ruiz del Raúl                         |
| 1997 | Ma 6-T va grieta-er         | Proviseur                         | Jean-François Richet película                     |
| 1998 | Melodía para un Hustler     | Véronique                         | Título original: Cantique de la racaille          |
| 2000 | L'amor prisonnier           | Marlène                           | Película de televisión                            |
| 2005 | Amantes regulares           | la mère de François               | Philippe Garrel película                          |
| 2006 | Déluge                      | Su Madre                          | Cortometraje                                      |
| 2007 | L'été indien                | Alice                             |                                                   |
| 2007 | Miedo(s) de la Oscuridad    | (Voz)                             | Título original: Peur(s) du noir                  |
| 2008 | Choisir d'aimer             | Isabelle                          |                                                   |
| 2008 | Versailles                  | Mme Herchel                       | Pierre Schöller película                          |
| 2008 | Ben et Thomas               | Mme Bouillon, el profesor francés | 2 episodios                                       |
| 2008 | Rien dans les poches        | Agathe Manikowski                 | Película de televisión                            |
| 2013 | Ouf                         | Mme Herschel                      |                                                   |
| 2014 | Vida salvaje                | Geneviève                         |                                                   |
| 2015 | L'Astragale                 | Rita                              |                                                   |

### Directora
| Año  | Título           | Notas                       |
| ---- | ---------------- | --------------------------- |
| 2008 | L'Endroit idéal  |                             |
| 2009 | Frutas de Mer    | Televisión documental Corto |
| 2010 | Les Mains libres |                             |
| 2015 | L'Astragale      |                             |

## Premios y nombramientos
| Año  | Título de trabajo | Premio                                                  | Categoría              | Resultado |
| ---- | ----------------- | ------------------------------------------------------- | ---------------------- | --------- |
| 2009 | L'endroit idéal   | Clermont-Ferrand Festival de Cortometraje Internacional | Cortometraje mejor     |           |
| 2009 | L'endroit idéal   | Festival de cine de Estambul internacional              | Cortometraje mejor     |           |
| 2009 | L'endroit idéal   | Festival Rio                                            | Cortometraje mejor     |           |
| 2009 | L'endroit idéal   | Festival Internacional de Cine de Mujeres de Créteil    | Cortometraje mejor     |           |
| 2009 | L'endroit idéal   | Lutin Premio de cortometraje                            | Más Fictional Película |           |